# Gwen Bristow
Gwen Bristow, född 16 september 1903 i Marion, South Carolina, död 17 augusti 1980 i New Orleans, Louisiana, var en amerikansk författare. Hon var från 1929 gift med journalisten och manusförfattaren Bruce Manning.
Bristow studerade bland annat journalistik vid Columbia University och var 1925–1933 journalist på en tidning i New Orleans. Hon debuterade 1930 med den spökromantiska historien The Invisible Host, skriven tillsammans med maken, och vann stor popularitet med en trilogi, en historisk släktroman med motiv från Louisiana, Deep Summer (1937, svensk översättning "Högsommar" 1938), The Handsome Road (1938, svensk översättning "Stora vägen" 1939) och This Side of Glory (1940, svensk översättning "Farväl till den gamla tiden" 1940). Romanen Tomorrow is Forever (1943, svensk översättning 1944) hämtar motiv från samtidens USA.